# Mensonges (film)
Pour les articles homonymes, voir Mensonge (homonymie) et Betrayal.
Pour plus de détails, voir Fiche technique et Distribution.
Mensonges (Betrayal) est un film américain réalisé par Lewis Milestone, sorti en 1929.

## Synopsis
Vroni, une paysanne suisse, vit une idylle estivale secrète avec l'artiste viennois Andre Frey. Lorsque André revient en Suisse, il apprend qu'elle a été contrainte d'épouser Poldi Moser, le riche bourgmestre du village. Expliquant l'apparition d'André, Vroni le présente comme un jeune homme qui vient de perdre sa bien-aimée et par sympathie, Poldi invite André a rester dans sa maison. Au cours des années qui suivent, André leur rend continuellement alors que Poldi et Vroni ont deux enfants. André est bouleversé par ses sentiments refoulés envers Vroni et, après sept ans, il la supplie de s'enfuir avec lui. Elle refuse mais accepte un dernier rendez-vous. Alors qu'ils dévalent ensemble une dangereuse piste de luge, Vroni est tuée et André mortellement blessé. Poldi apprend la vérité sur leur relation en assistant aux funérailles de Vroni. Il jure de se venger mais découvre qu'André est mort des suites de ses blessures.

## Fiche technique
- Titre original : Betrayal
- Titre français : Mensonges
- Réalisation : Lewis Milestone
- Scénario : Julian Johnson, Hanns Kräly, Victor Schertzinger et Nicholas Soussanin
- Photographie : Henry W. Gerrard
- Société de production : Paramount Pictures
- Pays de production :  États-Unis
- Format : Noir et blanc
- Genre : Film dramatique
- Durée : 80 minutes
- Date de sortie : 1929

## Distribution
- Emil Jannings : Poldi Moser
- Esther Ralston : Vroni
- Gary Cooper : Andre Frey
- Jada Weller : Hans
- Douglas Haig : Peter
- Ann Brody